# エンドペプチダーゼClp
エンドペプチダーゼClp(Endopeptidase Clp、EC 3.4.21.92)は、以下の化学反応を触媒する酵素である。
ATP及びMg+の存在下で、タンパク質を小さなペプチドに加水分解する。
細菌の持つ酵素でペプチダーゼ活性を持つClpPとATPアーゼ活性を持つClpAの2つの種類のサブユニットを含む。